# Raionul Cerkasî (pre-2020), Cerkasî
Cerkasî (în ucraineană Черкаський район, transliterat: Cerkaskîi raion) este un raion în regiunea Cerkasî, Ucraina. Reședința sa este orașul Cerkasî.

## Demografie
Componența lingvistică a raionului Cerkasî
     Ucraineană (96,84%)
     Rusă (2,91%)
     Alte limbi (0,12%)
Conform recensământului din 2001, majoritatea populației raionului Cerkasî era vorbitoare de ucraineană (96,84%), existând în minoritate și vorbitori de rusă (2,91%).